# Syrrhopodon helicophyllus
Syrrhopodon helicophyllus är en bladmossart som beskrevs av Mitten 1869. Syrrhopodon helicophyllus ingår i släktet Syrrhopodon och familjen Calymperaceae. Inga underarter finns listade i Catalogue of Life.